# 本木ひかり
本木 ひかり（もとき ひかり、1986年 - ）は日本の洋画家。福岡県生まれ。現在無所属。
実在する形を手がかりに、自身の主観を通して見える「人の在る姿」を油彩画で描きだす。
「日々変化する身体とそれを成り立たせるもの、そこに生じる差異など、実在する形を手がかりに自己を投影するように描いています。」

## 経歴

### 年表
2006年　佐賀大学　文化教育学部　美術・工芸課程　西洋画専攻　入学
2007年　第3回世界堂絵画大賞展　入選
2008年  「朝和ぎ」エンジョイスペース大名、福岡
2009年　「蓁蓁展」ギャラリーニケ、東京
　　　　「仁戸田典子・本木ひかり　ふたり展」
2010年　佐賀大学　文化教育学部　美術・工芸課程　西洋画専攻卒業
　　　　山本冬彦コレクション展　佐賀美術館
　　　　selection vo.1 新生堂
　　　　第86回白日展　一般佳作賞　
　　　　「襞と鏡Ⅱ」　ギャラリーおいし
2011年　Xmas’ Art Festa 2011 相模屋美術店、2012
2012年   ULTRA005 相模屋美術店
2013年  礎展(アートもりもと、〜2018)
2014年　京都アートフェア2014(アートもりもとブース)
2015年　新進芸術家育成交流展FINE ART(筑波大学)
　　　　out of sight ( アートもりもと)
　　　　Real(アートもりもと)
2017年　Origin(Gallery Suchi,2019 2021)
　　　　夏目漱石生誕150周年記念　吾輩の猫展(佐藤美術館)
2018年　ART FAIR ASIA FUKUOKA( Gallery Suchi ブース)
　　　　永久翳(Gallery Suchi,~2021)
2021年　第3回ホキ美術館大賞展出品(ホキ美術館)
2023年　瞳の奥にあるものー表情でみる人物画展ー(ホキ美術館)

### 個展
- 2014年 アートもりもと(2016,2018,2021)[8]
- 2022年 SASAI FINE ARTS(2024)

## 出版物　メディア
- 2013年　写実画のすごい世界Ⅱ (実業之日本社)掲載
- 2014年　現代画家が描く美しい女性像　(綜合図書)掲載
- 2017年　息をのむ写実絵画の世界　美しき女性像　(日東書院)掲載
- 2017年　〜現代作家70名が描く、つくる〜吾輩の猫展
- 2023年　アートコレクターズ４月号　表紙
- 2023年　月刊美術11月号　作品掲載
- 2023年　美術の窓11月号

## 代表的な作品
- 「とどめるだけ」2021年
- 「衝突と光」2021年
- 「page1」2021年
- 「幽か」2021年
- 「閉ざすものはない」2021年